# Озванка
О́званка — река в России, протекает по территории Лядской волости Плюсского района Псковской области.

## Гидрография
Река берёт своё начало из озера Заголов, далее — по ручью в озеро Сварецкое, из которого вытекает собственно река Озванка. В засушливое время года в верхнем и частично в среднем течении сток воды по руслу прекращается. Впадает в Ктинское озеро. Длина реки составляет 13 км. В реку впадает несколько ручьёв, один из них подписан на картах как — ручей Каменный. На Озванке стоят деревни, исключённые из списка населённых пунктов: Полянка и Ярун, а также бывшие деревни, а в настоящее время урочища: Харламова Гора и Заречье.

## Данные водного реестра
По данным государственного водного реестра России относится к Балтийскому бассейновому округу, водохозяйственный участок реки — Нарва. Относится к речному бассейну реки Нарва (российская часть бассейна).
Код объекта в государственном водном реестре — 01030000412102000027151.

## Исторические сведения
Упоминание реки, протекающей в деревне Ярун, есть в одном документе 1612 года, однако там она была названа ошибочно Яней. В писцовой книге 1627—1629 годов, которая сохранилась до нашего времени в виде списка XVIII века, она упоминается дважды. Один раз также неправильно, как «Здолка» (скорее всего её название было неверно прочитано при переписке с подлинной писцовой книги), и второй раз — более верно, как Званка.

«Две трети деревни Ярунка на речке на Званке, а треть тое деревни за вдовою за Марьею за Дмитриевскою женою Скобелцына, а на Костянтинову две трети: во дворе бобыль Акушко Андреев с шурином з Гаврилком с Филиповым, пашни паханые середние земли пол пол четверика и пол пол пол четверика, да перелогом шесть четвертей бес пол пол четверика и бес пол пол пол четверика, да лесом поросло четыре четверти в поле, а в дву по тому ж, сена дватцать копен, лесу непашенного в длину на версту, а поперег на пол версты вопче со вдовою Марьею, в живущем и в пусте обжа.»— [РГАДА, Ф. 1209, Оп. 1, № 800, л. 448]